# Apuntes para un catálogo de periódicos madrileños desde el año 1661 al 1870
Apuntes para un catálogo de periódicos madrileños desde el año 1661 al 1870 es una obra del bibliógrafo español Eugenio Hartzenbusch e Hiriart, ganadora del concurso público organizado por la Biblioteca Nacional en 1873 y publicada finalmente a expensas del Estado en 1894.

## Descripción
Hartzenbusch, que durante un tiempo trabajó en la sala de la Biblioteca Nacional de España que custodia varias colecciones de periódicos de la capital española, decidió «sacar nota de todos los que poseemos, así antiguos como modernos». Al ser la colección incompleta, se propuso completar la lista, y presentó la obra en el certamen público organizado por la institución, que la premió en 1873. Quedó, sin embargo, sin publicar durante años, hasta el punto de que Hartzenbusch buscó y consiguió la autorización gubernamental para presentar por su cuenta una versión reducida, titulada Periódicos de Madrid. Tabla cronológica de los incluídos en la obra premiada por la Biblioteca Nacional en el certamen público de 1873.
La situación cambió en 1894, cuando, ampliada y costeada por el Estado, salió del establecimiento tipográfico de los Sucesores de Rivadeneyra, en el paseo de San Vicente. El repaso histórico, que comienza en 1661 con la Relacion ó gazeta de algunos casos particulares, assí politicos como militares, sucedidos en la mayor parte del mundo, hasta fin de Diciembre de 1660 y acaba 2345 publicaciones después con El Secretario de 1870, incluye también índices de periódicos, tanto cronológico como alfabético, y otro de periodistas.
Sobre la calificación de «apuntes», señalaba Hartzenbusch en todo momento que la idea era que su trabajo diera pie a otro más exhaustivo: «El índice de los periodistas, unido á las notas bibliográficas, podrán, á mi juicio, contribuir en su día á la formación de la historia del periodismo madrileño, quedando yo satisfecho si de ellas, aunque en embrión, pudiera originarse otra tarea de mayor importancia y alcance que la presente, para la cual reclamo, por estimarla necesaria, toda la indulgencia del lector». Ossorio y Bernard, que pese a no ser periodista incluyó a Hartzenbusch en su Ensayo de un catálogo de periodistas españoles del siglo XIX, arguye que esta obra «le da pleno y preferente derecho á figurar en este Catálogo», y apunta además que le sirvió de «auxiliar poderosísimo» en su trabajo.